# 30 u hladu
A 30 u hladu a Srebrna krila együttes 1986-ban megjelent nagylemeze. Kiadta a Jugoton, katalógusszáma: LSY 63248. A lemezhez egy kétrét hajtott posztermelléklet is tartozik.

## Az album dalai

### A oldal
1. Bosiljka (3:00)
2. 30 u hladu (2:28)
3. Ako ljubav opet nađem	(3:28)
4. Još ovu noć (4:00)
5. Nataša (3:57)

### B oldal
1. Siniša (3:48)
2. Oči dječaka (3:33)
3. Livade (3:00)
4. Laka stvar (3:12)
5. Pamti samo moje ime (3:45)